# Aksjonowo (Kaliningrad, Bagrationowsk)
Aksjonowo (Аксёново, deutsch Dorotheenhof) war ein Ort in der russischen Oblast Kaliningrad. Seine Ortsstelle gehört heute zum Rajon Bagrationowsk (Stadtkreis Preußisch Eylau).

## Geographische Lage
Die Ortsstelle Aksjonowos resp. Dorotneenhofs liegt im südlichen Westen der Oblast Kaliningrad, 22 Kilometer nördlich der früheren Kreis- und heutigen Rajonshauptstadt Preußisch Eylau (russisch Bagrationowsk).

## Geschichte
Im Jahre 1819 wurde Dorotheenhof als kleiner Hof im ostpreußischen Kreis Preußisch Eylau gegründet. Am 1. April 1912 wurde das Etablissement Dorotheenhof aus dem Gutsbezirk Arweiden (russisch Lineinoje) in die Landgemeinde Wittenberg umgegliedert.
Mit dem gesamten nördlichen Ostpreußen fiel Dorotheenhof 1945 in Kriegsfolge an die Sowjetunion. Dabei verliert sich die Spur des kleinen Ortes, von dem lediglich die russische Namensform „Aksjonowo“ überliefert ist. Er wurde wohl nicht mehr besiedelt oder sehr bald wieder verlassen. Möglich ist auch, dass er in der Siedlung Niwenskoje (Wittenberg) aufgegangen ist. Offiziell gilt er heute als untergegangen. Seine Ortsstelle befindet sich im Munizipalkreis Rajon Bagrationowsk (Stadtkreis Preußisch Eylau) in der Oblast Kaliningrad der Russischen Föderation.

## Religion
Bis 1945 war Dorotheenhof in das Kirchspiel der evangelischen Kirche Jesau (russisch Juschny) in der Kirchenprovinz Ostpreußen der Kirche der Altpreußischen Union euingepfarrt.

## Verkehr
Die nur noch schwerlich erkennbare Ortsstele von Aksjonowo resp. Dorotheenhof liegt an einer Nebenstraße, die die Regionalstraße 27A-017 (ex A 195, frühere deutsche Reichsstraße 128) bei Niwenskoje (Wittenberg) über Partisanskoje (Schönmohr) und Koslowka (Schanwitz) mit der Regionalstraße 27A-083 (ex A 196, frühere deutsche Reichsstraße 128) bei Lugowoje (Gutenfeld) verbindet. Bis 1945 war Niwenskoje die nächste Bahnstation. Sie lag an der Bahnstrecke Kaliningrad–Bagrationowsk, die Vor 1945 von Königsberg (Preußen) über Preußisch Eylau bis nach Lyck (heute polnisch Ełk) und weiter bis Prostken (Prostki) bzw. Białystok führte, heute aber im Abschnitt Kaliningrad bis Bagrationowsk nicht mehr befahren wird.